# Janus cynosbati
Janus cynosbati – gatunek błonkówki z rodziny ździeblarzowatych.
Gatunek ten opisany został w 1758 roku przez Linneusza jako Tenthredo cynosbati. Opisany w 1830 przez Curtisa gatunek Cephus femoratus został z nim zsynonimizowany w 2009 przez Blanka i innych.
Błonkówka o ciele długości od 6 do 9 mm. Ma całkowicie czarne przedplecze. Tegule zwykle są żółte, ale u samców mogą być ciemne. Odwłok samic jest całkiem czarny, zaś u samców ma rozjaśniony wierzchołek. Odnóża samic charakteryzują rude uda oraz jasne nasady przednich i środkowych goleni.
Larwy żerują drążąc korytarze w pędach dębów.
Owad palearktyczny, rozmieszczony od środkowej i południowej części Europy Zachodniej po Rosję i Azję Mniejszą. Znany również z Polski.